# De Texasrakkers (Suske en Wiske)
De Texasrakkers is het negenenveertigste stripverhaal uit de reeks van Suske en Wiske. Het is geschreven door Willy Vandersteen en gepubliceerd in De Standaard en Het Nieuwsblad van 13 april 1959 tot en met 20 augustus 1959.
De eerste albumuitgave was in 1959, in de Vlaamse tweekleurenreeks met nummer 37. In 1971 werd het verhaal uitgebracht in de Vierkleurenreeks, met albumnummer 125, waarbij de oorspronkelijke spelling van de titel, De Texas-rakkers, werd veranderd in De Texasrakkers. De geheel oorspronkelijke versie verscheen in 1997 nog eens in Suske en Wiske Klassiek.

## Personages
Suske, Wiske met Schanulleke, tante Sidonia, Lambik, Jerom, professor Barabas, Theofiel Boemerang, matroos Bill van "The Seahawk" (smokkelaar), Jim Parasijt, Sheriff Cooper, Slungel Slinger (de snelste schutter), Miss Misses (onderwijzeres), Marlon (Teddy Boy), Jace Pearson (Texas-Ranger), Clay Morgan (Texas-Ranger, hij ging in fles naar Europa).

## Locaties
- België, café "het Anker", Texas met "Dumb City" (the Teddy Boys saloon, hoofdkwartier Texas-Rangers, school, speelhal "the Poker Face", the Dumb City Bank, kantoor van de sheriff).

## Verhaal
Lambik ligt met griep op bed. Lambiks nieuwe buurman Theofiel Boemerang weet hem een kist met Texas Dry Gin aan te smeren. Theofiel verkoopt eigenlijk alles, maar voornamelijk stofzuigers. Als Suske en Wiske Lambik de volgende dag bezoeken, vertelt Lambik hen over een klein mannetje in een fles dat hij meent te hebben gezien, naar hij zelf denkt omdat hij dronken was. Lambik zoekt Theofiel op, die echter naar Texas blijkt te zijn vertrokken. Ook de fles is verdwenen.
De vrienden vinden een briefje waarin gevraagd wordt de fles naar café het Anker te brengen. Een smokkelaar vertelt Lambik over het schip The Seahawk. Suske en Wiske raken daar aan de praat met matroos Bill, die hen vertelt over een schurk in Texas genaamd Jim Parasijt. Hij heeft de Texas Rangers  verkleind met behulp van een toverdrank van een oude indiaan, en terroriseert nu Dumb City.
De vrienden reizen af naar Texas. Ze volgen het stofzuigerspoor tot ze aankomen bij het hoofdkwartier van de Texas Rangers. Als ze naar Sheriff Cooper willen gaan, wordt die net ontvoerd door Jim Parasijt. In de Teddy Boys Saloon redt Miss Misses Lambik van een adderbeet. Miss Misses vertelt hoe Jim Parasijt probeert handlangers te rekruteren in het stadje, door hen voor te houden dat de toekomst geen verbetering brengt. Lambik, Jerom, en Suske en Wiske worden echte Texas Rangers.
Als Lambik en Jerom de minderjarigen uit de kroeg willen sturen, vertellen ze dat leren toch geen zin heeft omdat de rots het stadje ooit zal verpletteren. Jerom en Lambik vernietigen de kroeg waar Jim Parasijt geregeld kinderen rekruteert voor zijn bende. Deze kinderen, de "Teddy Boys" genaamd, dringen hierop de school binnen, maar worden tegengehouden door Suske en Wiske. In speelhol The Poker Face probeert Theofiel intussen opnieuw stofzuigers te verkopen.
Even later valt er een groot rotsblok op The Poker Face. Theofiel Boemerang kan nog net worden gered. De bandieten gaan ervandoor zonder de Teddy Boys, die nog onder het puin liggen, te helpen. Suske en Wiske redden de Teddy Boys, en winnen zo hun vertrouwen. Marlon, de leider van de groep, schijnt meer te weten over Jim Parasijts ware identiteit. Net als Marlon wil vertellen wat hij weet, wordt hij neergeschoten. Suske en Wiske brengen hem met een trein naar een andere stad, waar hij kan worden verpleegd. Onderweg worden ze aangevallen door de bende. Theofiel redt de situatie en Marlon wordt naar de dokter gebracht. Hij is buiten bewustzijn en zal voorlopig niet kunnen praten.
Jerom en Lambik redden Miss Misses uit de brandende school, maar verliezen de brandstichters uit het oog. Jim Parasijt daagt Lambik uit tot een duel, wat de volgende dag zal plaatsvinden in de Kruitdampstraat. Lambik heeft duidelijk de overhand in het duel, en Jim Parasijt vlucht naar het kantoor van sheriff Cooper. Lambik volgt hem. In het kantoor treft Lambik enkel de sheriff aan, die zegt te zijn ontsnapt aan Jim.
Dan wordt de Dumb City Bank overvallen door de bende van Jim Parasijt, maar Jerom heeft zich in de kluis verstopt en weet de boeven te overmeesteren. Marlon is inmiddels bijgekomen in het hospitaal. Hij onthult dat Jim Parasijt sheriff Cooper zelf is, die in zijn vermomming een opblaasbaar kostuum draagt, waardoor hij veel dikker lijkt dan hij is. Suske en Wiske hebben dit zelf ook al ontdekt en zijn naar de schuilplaats gegaan, waar ze de kleine Texas Rangers uit de flessen bevrijden. Gezamenlijk vechten ze tegen sheriff Cooper.
De sheriff weet toch te ontsnappen en probeert de grote rots op de stad te laten vallen. Er volgt inderdaad een explosie, maar de rots valt de andere kant op. Miss Misses blijkt samen met Theofiel en de kinderen al het stof aan de andere kant van de rots te hebben weggezogen.
Er wordt een middel gevonden om de Texas Rangers weer hun normale formaat terug te geven en het stadje is bevrijd van de boeven. De vrienden gaan naar huis, waar nog één verkleinde Texas Ranger achtergebleven blijkt te zijn. Lambik had alleen gezocht onder het bed, maar hij had de fles onder zijn matras verstopt. Daar is Clay Morgan gevonden door tante Sidonia.

## Achtergronden bij het verhaal
- Het album is geïnspireerd op het populaire Amerikaanse tv-feuilleton Tales of the Texas Rangers dat in de jaren 50 uitgezonden werd door het toenmalige N.I.R.
- In dit album verschijnt Theofiel Boemerang voor het eerst; hij verkoopt alles wat los en vast zit, maar voornamelijk stofzuigers.
- Het verhaal is ook in andere talen uitgegeven:
  - Engels: Bob & Bobette (The Texas Rangers).
  - Italiaans: Bob e Bobette (i diavoli del texas).
- Een (Nederlandstalig) exemplaar van dit album is ook terug te vinden in het Texas Ranger Hall of Fame and Museum in Waco, Texas
- Het motief dat personen worden verkleind en in flessen gestopt door iemand die zo zelf aan de macht wil komen was al eerder gebruikt in De sprietatoom. Het idee is mogelijk geïnspireerd door een soortgelijke scène uit Bride of Frankenstein, een griezelfilm uit 1935 van James Whale.

## Tekenfilmbewerking
In februari 2006 werd bekend dat men van dit verhaal een 3D-animatiefilm zou maken: De Texas Rakkers. Het scenario voor de film werd gemaakt door Dirk Nielandt, die ook bekend is als scenarist van Klein Suske en Wiske. De producent is Skyline Film & Television. De film kwam op 21 juli 2009 in de Belgische bioscopen en op 23 juli 2009 in de Nederlandse. In de Vlaamse versie zijn de stemmen ingesproken door onder meer Staf Coppens (Suske), Evelien Verhegge (Wiske), Sien Eggers (Sidonia), Lucas Van den Eynde (Lambik), Filip Peeters (Jerom), Alex Wilequet (Barabas) en Chris Van den Durpel (Theofiel / Theodore Boemerang). In Nederland zijn de stemmen van Suske en Wiske ingesproken door Marijn Klaver en Nanette Dražić. Verder zijn de stemmen te horen van bekende Nederlanders als Frank Lammers, Jeroen van Koningsbrugge, Pierre Bokma, Xander de Buisonjé, Daniël Boissevain, Javier Guzman, Jennifer Hoffman, Jeroen van der Boom en Dennis van der Geest.